# Selnica (żupania krapińsko-zagorska)
Selnica – wieś w Chorwacji, w żupanii krapińsko-zagorskiej, w gminie Marija Bistrica. W 2011 roku liczyła 653 mieszkańców.